# Briel-sur-Barse
 Briel-sur-Barse  là một xã ở tỉnh Aube, thuộc vùng Grand Est ở phía bắc miền trung nước Pháp.